# Месснер, Евгений Эдуардович
Евгений Эдуардович Месснер — русский офицер, Генштаба полковник Русской императорской армии, в ходе гражданской войны воевал на стороне белых, в основном в штабах соединений. Был последним начальником штаба Корниловской дивизии в Русской армии барона Врангеля. Профессор военных наук, военный теоретик русского зарубежья. Будучи убеждённым антикоммунистом, активно выступал против советской власти. Внёс существенный вклад в военную науку, предвидев целый ряд инноваций в военном деле и описав потенциальные последствия их внедрения для стратегического баланса сил в мире и хода мировой истории в целом.

## Биография

### Становление личности
Родился в семье архитектора. Прапрадед Евгения, происходивший из вюртембергских немцев, переселился в Россию при Екатерине II. Мать — католичка, отец — лютеранин. Воспитывали его и брата Виктора по-православному, справляя дома все русские церковные праздники. Родители назвали детей так, чтобы те смогли принять православие, не меняя имён. Среднее образование получил в 3-й Одесской мужской гимназии. Серьёзно занимался спортом, являлся одним из родоначальников одесского футбола. Владел рядом европейских языков, в том числе французским и немецким.
Дважды поступал в Михайловское артиллерийское училище, но оба раза безуспешно (из-за брюшного тифа и футбольной травмы). Из-за этих неудач решил учиться на физико-математическом факультете Новороссийского университета, но проучился там только один год — его влекла карьера офицера и он принял решение экстерном держать экзамен за курс Михайловского артиллерийского училища. В сентябре 1910 года поступил вольноопределяющимся в 15-ю артиллерийскую бригаду, расквартированную в Одессе. В 1911 году получил звание прапорщика запаса и перебрался в Петербург для подготовки к экзаменам, где за полгода сумел освоить около десятка дисциплин. В апреле 1912 года он успешно — «по первому разряду» — сдал экзамены за курс Михайловского артиллерийского училища.

### В Русской армии
Офицерскую службу начал в 5-й батарее 15-й артиллерийской бригады, уже через несколько месяцев был переведён преподавателем в учебную команду, что являлось признанием его знаний, ибо подобные должности занимали, как правило, опытные поручики или капитаны. Через год получил должность адъютанта 2-го дивизиона.

#### Первая мировая война
Сражение в Карпатах
Великую войну встретил в чине подпоручика на ежегодных рутинных летних маневрах под Тирасполем, откуда его бригада была по мобилизационному плану переведена на театр военных действий, сосредоточившись в районе города Владимира-Волынского. Там же в начале августа 1914 года бригада, входившая в состав 15-й пехотной дивизии 8-го армейского корпуса, получила боевое крещение, отражая наступление австро-венгерских войск, причём артиллерист Е. Э. Месснер побывал и в рукопашной схватке с неприятелем. Воевал в должностях адъютанта командира бригады, старшего офицера батареи.
Луцкий прорыв
В феврале 1916 года получил чин штабс-капитана. Участвовал в Брусиловском прорыве, находясь на командном пункте 15-й пехотной дивизии, штурмовавшей Луцк. Своими расторопными действиями обратил на себя внимание начальника дивизии генерал-майора П. Н. Ломновского и в течение несколько месяцев фактически выполнял обязанности его адъютанта. Вспоминая впоследствии об этом времени, Е. Э. Месснер писал: 

Он имел обыкновение ежедневно объезжать или обходить боевую линию и стал ежедневно брать меня с собою. Он убедился, что я не струшу пройти там, где опасно, что я проползу там, где ему, человеку пожилому, не проползти, и что я ему сделаю доклад точный и полный… Он меня сделал как бы своим старшим адъютантом по части Генерального штаба. Он меня посылал в дальние разведки. Я нёс две службы — бригадного адъютанта и адъютанта начальника дивизии… Я понимал, что мне эта дополнительная «нагрузка» чрезвычайно полезна, развивая во мне генеральштабные способности и обогащая меня военным опытом выдающегося генерала.
К 50-летию этих событий Е. Э. Месснер написал книгу «Луцкий прорыв», посвятив её памяти П. Н. Ломновского, командующих армиями, генералов А. М. Каледина и П. А. Лечицкого, а также всех офицеров, унтер-офицеров и солдат Русской армии, принимавших участие в тех боях.
Ускоренные курсы Академии Генерального штаба
В октябре 1916 года, как наиболее способный и подготовленный молодой офицер дивизии, в числе 150-ти офицеров первого набора возобновлённых за время войны академических ускоренных курсов при Академии Генерального штаба, был направлен для обучения на эти ускоренные курсы военного времени. В январе 1917 года окончил курс обучения в первой десятке. Отказавшись от назначения преподавателем Александровского военного училища, в начале февраля 1917 года он вернулся в свою дивизию старшим адъютантом штаба. В апреле 1917 года вступил во временное исполнение должности начальника штаба дивизии, сменив в этой должности полковника М. Г. Дроздовского. В этой должности Е. Э. Месснер оставался до самого выхода России из войны и последующей демобилизации весной 1918 года.
Июньское наступление
Принял участие в планировании и подготовке прорыва вражеской укрепленной полосы на участке наступления 15-й пехотной дивизии во время последней наступательной операции Русской армии в Великой войне — июньского наступления, проведенного Румынским фронтом успешно, несмотря на все трудности из-за разложения Русской армии революционной демагогией. За «способствование победе» Е. Э. Месснер был награждён Георгиевским оружием. Об этих событиях им через 50 лет была написана небольшая статья «Последняя победа Императорской армии», в которой он рассказал о трудностях подготовительной работы и самого наступления в условиях «углубления революции» и процесса разложения войск.
После октябрьского переворота
В начале 1918 года Русская армия практически прекратила своё существование. Но Румынский фронт всё ещё держался. В то время, когда многие офицеры «самодемобилизовывались», Е. Э. Месснер продолжал оставаться на своем посту, несмотря на всю тяжесть положения.
Между тем на Дону родилась новая сила — Добровольческая армия. На Дон устремились помыслы национально мыслящих военнослужащих. В феврале 1918 года Е. Э. Месснер был вызван в Яссы к полковнику М. Г. Дроздовскому, который занимался формированием «Первой бригады Русских Добровольцев», для похода на Дон, для продолжения борьбы с внешним и внутренним врагом. Последний предложил ему стать старшим адъютантом в штабе формируемой им части. Месснер согласился и вернулся в Скынтею, где находился штаб 15-й пехотной дивизии, сдать дела начальника штаба кому-нибудь другому. В этот момент политическая обстановка изменилась, и отряд полковника Дроздовского срочно выступил в поход на Дон, ставший впоследствии легендарным.
Подытоживая своё участие в Великой войне, Е. Э. Месснер впоследствии писал: «…выдержал свыше 1000 дней тяжелых сражений, был семь раз ранен и контужен, получил 12 боевых наград, вплоть до Георгиевской, со скромной должности адъютанта артиллерийского дивизиона поднялся до поста начальника штаба… дивизии».

#### В белом движении
Отказ «украинизироваться»
В марте 1918 года, после заключения мира между Советской Россией и Центральными державами, остатки дивизии, в которой продолжал нести службу Е. Э. Месснер, были переведены из Румынии в Одессу. Об этом времени Е. Э. Месснер оставил воспоминания: 

Через месяц откуда-то взявшийся гетманский генерал Колодий (до отделения Украины он назывался Колодей) созвал нас, офицеров, и объявил, что дивизия украинизируется и входит в состав гетманского корпуса со Штабом в Одессе (он не дал объяснения, почему Одесса стала частью Украины, когда Новороссия никогда Малороссии не принадлежала). Я заявил Колодию, что украинизироваться не желаю, покинул собрание офицеров (растерявшихся от слов Колодия: украинизироваться никому не хотелось, но жить без жалованья было уже невмочь. А денег мне Казначейство для дивизии не выдавало, не зная, кому оно и кому мы принадлежим — бывшему Временному правительству, нынешнему Ленинскому или народившемуся гетманскому?)
В Одессе в 1918—1919 годах для дела Добровольческой армии
Находился в Одессе, по собственным словам, — «не то в отставке, не то в запасе». Летом 1918 года побывал в Новочеркасске, с тайным поручением своего дяди генерал-майора Генштаба А. Я. Месснера, связанного с лидерами Белого движения на Дону. Вернулся в Одессу с распоряжением от командования Добрармии о тайной вербовке в неё офицеров, находившихся в Одессе.
Осенью 1918 года режим П. Г. Скоропадского разрешил открытое формирование в Одессе частей для Добровольческой армии. Е. Э. Месснер как артиллерист был назначен в 1-ю офицерскую батарею, но вскоре поступил в штаб Одесского центра Добровольческой армии. По его собственной оценке, «штаб не делал решительно ничего».
После капитуляции Германии обстановка на территориях бывшей Российской империи, оккупированных Центральными державами, резко изменилась. Австро-Венгерская армия ушла из Одессы; за власть в городе начались бои между добровольцами и петлюровцами, в Одесском порту высадился десант Антанты. В этот период Е. Э. Месснер продолжил участие в формировании частей Добровольческой армии, в боях последних с войсками УНР за Одессу, зная языки, помогал русской власти налаживать контакты с командованием французского экспедиционного корпуса.
Когда в марте 1919 года Франция приняла решение уйти из России, Е. Э. Месснер, имея возможность эвакуироваться в Константинополь, принял решение присоединиться к Одесской стрелковой бригаде. Вместе с ней отступил в Румынию, а оттуда морем прибыл в Новороссийск для продолжения Белой борьбы.
В 7-й пехотной дивизии
В Новороссийске Одесскую стрелковую бригаду переформировали в 7-ю пехотную дивизию. Штабс-капитан Е. Э. Месснер служил в ней старшим адъютантом штаба. Дивизия вела бои на Кавказе, затем участвовала во взятии Царицына. Во время штурма произошёл следующий примечательный эпизод: находясь в боевых порядках полков для приготовления к решительному штурму, Месснер неожиданно встретился с прибывшим на автомобиле командующим Кавказской армией генералом П. Н. Врангелем, который потребовал от Месснера доклада. Выслушав доклад, Врангель приказал передать командиру дивизии П. П. Непенину: атаку не начинать, пока не подойдут несколько танков, и уехал на другой участок фронта. Пока Месснер передавал распоряжение Врангеля командирам частей дивизии, соседи слева — казачья бригада терцев — в результате неразберихи пошли в конную атаку. Возникло краткое замешательство: с одной стороны, требовалась безусловная поддержка соседей, с другой — был приказ Врангеля без приданных танков не атаковать. Следуя суворовскому «местный лучше судит…» и приняв во внимание наступательный порыв дивизии, Месснер взял ответственность на себя и от имени начальника дивизии (находившегося на командном пункте примерно в версте от передовой) приказал поддержать атаку. Примчавшийся на передовую Непенин одобрил решение Месснера. Генерал Врангель в своем приказе от 30 июня 1919 года отметил: «…Высокая доблесть пехоты… её выносливость, отличное маневрирование на поле боя, отличная работа артиллерии и умелое руководство начальников 7-й пехотной дивизии сыграли решительную роль в борьбе за Царицын». В тяжёлых боях за «красный Верден» 7-я дивизия убитыми и ранеными потеряла около 100 офицеров и более 270 нижних чинов.
В Полтавском отряде
После издания Московской директивы дивизию перебросили на Украину. Дивизия была объединена с другими частями под общим командованием генерала Н. Э. Бредова. Задачей отряду было поставлено овладение Полтавой. Так отряд получил название «Полтавского». Е. Э. Месснер был назначен старшим адъютантом отряда. Должность Месснера предполагала тесное общение с командиром отряда. Н. Э. Бредов поручил адъютанту создать газету «добровольческого направления», что и было им творчески исполнено. После занятия Киева Е. Э. Месснеру было поручено выступить перед общественностью города с докладом о походе отряда для освобождения «матери городов Русских». По воспоминаниям Месснера, выступление прошло с необычайным успехом. Возможно, именно эти события стали началом публицистической и писательской деятельности Месснера.
Бредовский поход
В результате контрнаступления Южного фронта Красной армии, начавшегося в октябре 1919 г., войска ВСЮР были отброшены на юг. Последовательно пали Киев, Харьков и Донбасс, а к 9 января 1920 г., когда Красная армия вышла к побережью Азовского моря и овладела Ростовом-на-Дону, — окончательно рассечены на две части, причём войска Киевской и Новороссийской областей оказались отрезанными от основных баз и центрального командования. В это трудное время Е. Э. Месснер приказом Главнокомандующего Вооруженными силами Юга России (№ 75 от 25 декабря 1919 г.) был произведён в капитаны со старшинством с 30 июня 1919 года, а 20 января 1920 г. — причислен к Генштабу.
Н. Э. Бредов, назначенный к тому моменту командующим всей группы войск ВСЮР, расположенной на правобережной Украине, получил приказание от Главкома ВСЮР отводить свои войска к румынской границе для перехода на территорию Румынии и дальнейшей эвакуации морем в Крым, но румынские власти не дали разрешения на это. В отряде Бредова, прибывшем к румынской границе, было около 13 000 бойцов и около 7 тысяч больных, раненых, беженцев, семей военнослужащих ВСЮР, чиновников гражданских ведомств. Бредов принял решение прорываться в северном направлении вдоль румынской границы в Польшу. С боями между железной дорогой Одесса—Жмеринка и Днестром отряд Бредова 12 февраля достиг к Новой Ушице, где проходила линия советско-польского фронта. Некоторое время он занимал самостоятельный участок фронта против Красной армии, но в конце февраля 1920 года части Бредова были разоружены и интернированы — размещены в бывших немецких лагерях для военнопленных. Месснер в составе штаба «отбывал карантин» в лагере Пикулице (Перемышль). Весной 1920 года политическая ситуация изменилась: польские войска взяли Киев, возродилась мечта о «Великой Польше до Днепра». Отношение поляков к русским воинам ухудшилось. Добиться разрешения на отправку войск в Крым удалось только летом 1920 года.
В Русской армии Врангеля
Прибыв в Крым в конце июля 1920 г., штаб отряда был расформирован. Е. Э. Месснер был членом ликвидационной комиссии. В середине сентября 1920 года он, по распоряжению генерал-квартирмейстера штаба Главнокомандующего Русской армией, был направлен на усиление штаба Корниловской дивизии, которая вела тяжёлые бои в Северной Таврии. Месснер фактически возглавил штаб Корниловской дивизии в заключительный и самый трагический период вооружённой борьбы корниловцев в большевизмом на Юге России, став, де-факто, последним начальником штаба дивизии (хотя в дивизии был другой штатный начальник штаба, а Месснер был лишь исполняющим обязанности). В дни эвакуации из Крыма он был произведён в подполковники «с переименованием в полковники» (дальнейшая путаница со званием возникла в связи с отменой звания «подполковник» во ВСЮР и его возврата в Русской армии Врангеля; в «Списках офицеров Генерального штаба, причисленных к оному и курсовиков Николаевской военной академии, находящихся за рубежом Советской России» по данным на 1 августа 1922 года, изданных Отделением Генштаба Штаба Главнокомандующего Русской армией было указано: «…причисленный к Генштабу подполковник», однако после Второй мировой войны во всех документах Е. Э. Месснер уже проходил как «полковник» — вероятно, уже в военное время по линии РОВС «переименование» было закреплено окончательно).
Этому периоду борьбы была посвящена первая исследовательская работа Е. Э. Месснера, подготовленная уже в эмиграции в Белграде, в 1921 году.

### В эмиграции

#### В Королевстве Сербов, Хорватов и Словенцев
В эмиграции обосновался в столице Югославии — Белграде, где прожил с 1921 по 1944 годы. О бытовых условиях проживания семьи Месснеров этого периода известно крайне мало — известно только, что своего или хотя бы постоянного места проживания у них не было. Жильё снимали, часто меняя адреса. Среди них и «ул. Милована Миловановича, 4», и «ул. Жоржа Пуанкаре, 37, кв. М. Соловьевой», и другие. Часто в письмах соратникам, редакторам изданий он сообщал свой «новый адрес…»
В белградский период Е. Э. Месснер активно проявил себя в общественной, военно-научной, литературной жизни русской эмиграции. Был деятельным членом Русского общевоинского союза, Общества русских офицеров Генерального штаба, полковых и других объединений, в частности Общества ревнителей военных знаний. К началу этого периода относятся его первые военно-специальные и военно-исторические исследовательские работы. 16 июня 1922 г. он прочитал офицерам Генштаба доклад «О Заднепровской операции войск Врангеля осенью 1920 г.» В последующем его выступления в военных аудиториях стали регулярными.
С 1923 по 1926 годы Общество Офицеров Генерального Штаба провело три конкурса на лучший военно-научный труд с целью «1) Ознакомить русских офицеров всех родов войск и служб, находящихся в эмиграции, с современными взглядами на ведение войны и подготовку к ней. 2) Способствовать объединению взглядов на главнейшие вопросы военного дела как основы устройства и подготовки к войне будущей Российской армии („выработка военной доктрины“)». Каждый раз насчитывалось около 30 соискателей, работы которых оценивало авторитетное жюри, составленное из боевых генералов. Для победителей конкурса из фонда Главнокомандующего предусматривались премии, сумма которых составляла от 600 динар за 4—5-е места до 5000 динар за 1-е место. Месснер участвовал во всех трёх конкурсах, каждый раз подавая на соискание сразу по две работы. На первом конкурсе его труд «Современная конница» был отмечен второй премией. По итогам второго конкурса его сочинение «Служба и работа штабов. Основы подготовки офицеров Генерального штаба» получило третью премию, а «Эволюция в тактике полевой артиллерии по опыту Великой войны» — было отмечено четвёртой премией. На третьем конкурсе Месснер вновь был дважды премирован третьей и пятой премиями. С тех пор его познания и писательский дар стали очевидными для многих его коллег.
Работы Е. Э. Месснера стали регулярно печататься периодическими военными и военно-общественными изданиями русского зарубежья: «Военный сборник», «Русский военный вестник», «Вестник военных знаний», постоянной кафедрой для него стала рижская ежедневная газета «Сегодня», одна из самых известных и больших газет русского зарубежья. Работы Месснера появлялись не только в европейских изданиях — он печатался в шанхайских газетах «Новая Заря», «Время», журнале «Армия и Флот», в нью-йоркском «Новом русском слове». Тогда же Месснер начал писать и для военных журналов европейских государств. Так, его статья «Декадентство в военном искусстве», ставшая предметом обсуждения даже в СССР, первоначально анонимно появилась в немецком журнале «Wissen und Wehr» в начале 1926 года, с указанием на то, что автор — офицер бывшей русской царской армии.
В 1931 году в Белграде было образовано Общество изучения гражданской войны под председательством генерал-лейтенанта Б. И. Казановича, активным членом которого стал Е. Э. Месснер, пропагандирующий важность изучения опыта этой войны. Когда в том же году было открыто белградское отделение Высших военно-научных курсов генерала Головина, возглавлявший их генерал А. Н. Шуберский пригласил Месснера для чтения лекций по данной тематике.
Симпатизировал нацистам. В годы Второй мировой войны Месснер продолжал преподавать на Высших Военно-Научных Курсах в Белграде, которые были открыты до 1944 года (в этот период они в основном готовили кадры для Русского охранного корпуса, сформированного нацистами из русских эмигрантов для борьбы с югославскими партизанами). В 1942 году на Курсах он защитил диссертацию на соискание звания профессора военных наук по теме «Маневренная война». Состоял на службе в военно-пропагандном отделе Вермахта «Юго-Восток», в котором руководил русской секцией.
В это время он публиковал свои военные обзоры в корпусной газете «Русское Дело», около года был её редактором. С середины марта 1945 года Месснер в чине майора служил начальником пропагандного отдела штаба 1-й Русской национальной армии под началом генерала Б. А. Хольмстон-Смысловского. В последние дни войны дивизия спасалась от наступления советских и союзнических войск в держащем нейтралитет княжестве Лихтенштейн. Точных данных, когда семье Месснеров удалось покинуть княжество нет, вероятно, это произошло в ноябре 1947 года, когда около 100 человек покинули эту маленькую страну, защитившую их от выдачи Советам, и отбыли в Аргентину.

#### В Аргентине
В Аргентине, куда Е. Э. Месснер прибыл 24 декабря 1947 года, он вновь приступил к публицистике, творчеству, преподавательской и общественной работе. Он входил сразу в несколько русских эмигрантских объединений, которых в Аргентине было множество. Ещё с начала 1930-х годов в стране действовало отделение РОВС, входившее в Южноамериканский отдел союза. Военнослужащие 1-й Русской национальной армии организовали «Российское Военно-Национальное Освободительное Движение имени Генералиссимуса A. B. Суворова». Бывшие чины Русского корпуса сплотились в созданном ими «Союзе Святого Александра Невского». Месснер, как член обоих воинских формирований, участвовал и в работе «корпусников», и «суворовцев», и в ячейках РОВСа, Зарубежного союза русских военных инвалидов, Общероссийского монархического фронта, и в объединении «корниловцев». Месснер пользовался уважением русской общины: он много лет избирался Генеральным секретарем Российского Общественного Совещания, где были представлены более десятка «общественно-национальных группировок». Совещание неизменно выступало организатором и
координатором Дней русской культуры в Аргентине, празднования годовщин побед русского оружия, памятных дат Великой и Гражданской войн, и подобных мероприятий.
Как офицер Генштаба, профессор военных наук, он приглашался читать лекции в военную академию этой страны. С единомышленниками Месснер стоял у истоков южноамериканского отдела Института по изучению проблем войны и мира. Члены русских организаций наблюдали за мировыми событиями военно-политического характера, давали им оценку — и не только в печати. Когда в начале 1960-х годов обсуждался «Проект правил для защиты населения во время войны», разработанный Международным обществом Красного Креста, который ограничивал возможности офицера в войне против партизан, ибо почти все его потенциальные приказы и эффективные действия могли квалифицироваться как преступления и преследоваться по закону, то русские офицеры-эмигранты из Буэнос-Айреса послали в Женеву мотивированный протест с рядом возражений против таких «пацифистских умствований». Когда в начале 1970 годов ЮНЕСКО и Комиссия по правам человека при ООН признали Ленина «выдающимся гуманистом», Российское общественное совещание направило правительству Аргентины и редакциям аргентинских газет обращение, в котором резко осудило эту инициативу и просило адресатов выступить против такого «чудовищного признания»: «Голод, нищета, ссылки, тюрьмы, концлагеря, террор, уничтожение крестьянства, депортация целых народов, уничтожение величайших исторических и культурных ценностей России, гонение на религию… — всё это совершилось при Ленине, именем Ленина, после его смерти и находило обоснование в учении Ленина…» писалось в обращении, подписанном Е. Месснером и В. Филипповым.
Главным делом его жизни оставались публицистика и редакторская работа. В 1950-х — первой половине 1960-х гг. он часто печатался в еженедельной буэнос-айреской газете «Наша страна», основанной в 1948 году И. Л. Солоневичем. Долгие годы вёл рублику «Военный отдел» в журнале Наши Вести, публиковался в «двухнедельнике» Российской колонии в Аргентине «Русское Слово», со второй половины 1970-х годов став её фактическим редактором. С 1973 года обзоры Месснера появились и в старейшем журнале русского зарубежья «Часовой», с которым Месснер по неизвестным причинам ранее не сотрудничал. Возможно, это было связано с тем, что поколение старых эмигрантов уходило из жизни, заменить их было уже некому. Месснер писал о себе в это время, что он принадлежал «к вымирающему поколению офицеров и военных публицистов».
В этот период ему удалось написать и издать ряд книг. В условиях эмиграции это всегда огромная удача, тем паче в Латинской Америке, где возможности русской общины были минимальны. Хотя все издания невелики по объёму и полиграфически непритязательны, но их идейное значение, по мнению историка И. В. Домнина, трудно переоценить. Из изданных в этот период книг историк прежде всего выделяет тетралогию под общим названием «Проблемы войны и мира», в которую вошли: «Лик современной войны» (1959), «Мятеж — имя Третьей Всемирной» (1960), «Современные офицеры» (1961), «Всемирная Мятежевойна»
(1971). Именно в этих трудах сформулирована и «озвучена» идея «борьбы мятежом» — новой формы вооруженной борьбы. Ещё несколько книг имеют исторический характер: «Российские офицеры» (1959), «Великая война. Великая жертва. Великая слава» (1964), «Луцкий прорыв» (1968). Главным мотивом их написания служила обеспокоенность тем, чтобы «будущая, освобожденная от социализма национальная Россия» не получила ошибочного представления о российском офицерстве, о старой армии, её славе, подвигах и трагедиях. На экземпляре книги «Российские офицеры», подаренной племяннику, Месснер оставил автограф: «Юра, когда наступит время, прочти эту книгу Павлику, чтобы и он знал, каковы были мы, офицеры».
В период обострения «холодной войны» западная пропаганда в чёрных тонах рисовала не только советскую, но и историческую Россию; последним была озабочена «национально мыслившая» часть эмиграции, которая пыталась откорректировать образ исторической России на Западе в целом и в глазах американцев в частности. В 1967 г. Всеславянское издательство в Нью-Йорке выпустило работу Месснера «Мир без мира». По словам самого автора, мысл книги — «посев правды о России». Труд был призван напомнить русской молодежи о Родине, а также «дать каждому ценные аргументы для вскрытия русской правды в разговорах с иностранцами».
Историк И. В. Домнин завершил свой биографический очерк о Евгении Эдуардовиче так: 

Нам бы хотелось сказать о Месснере его же словами, которые он произнес за несколько дней до собственной кончины о боевом соратнике-корниловце полковнике К. И. Леонтьеве: «Хотя он погребён на Английском кладбище в Аргентине, земля его гробницы во веки веков останется русской, ибо он всю свою жизнь хранил в себе и выявлял все ценнейшие качества русского кадрового офицера.»

## Семья
Жена — Людмила Эммануиловна (в девичестве Калнина) (? — февраль 1966 года, Буэнос-Айрес) — уроженка Одессы, дочь генерал-лейтенанта Генерального штаба Э. Х. Калнина, много лет прослужившего военным агентом России в Афинах и Константинополе. Их роман начался ещё в 1910 году, в 1913 году они обручились. Хотя отец невесты условием свадьбы ставил принадлежность жениха к офицерам Генерального штаба, начавшаяся Первая мировая война внесла свои коррективы и снизила планку требований будущего тестя — молодые обвенчались осенью 1915 года, когда Евгений Эдуардович находился в Одессе на излечении после полученного ранения.

## Антикоммунизм
Участие в Е. Э. Месснера в Гражданской войне окончательно сформировало и укрепило в нём идейный, принципиальный антибольшевизм. Месснер был убеждён, что коммунизм и советская власть есть главный враг и огромное зло для исторической России и убеждение это пронёс до последних дней жизни. Политическим манифестом Месснера стала статья «Наш враг один» в белградской газете «Русский Голос», опубликованная в апреле 1932 года:

Советская власть наш враг, и все наши помыслы обращены на уничтожение этого врага. Это наша цель, и это единственная цель нашей неоскудевающей энергии.
Мы не отвлекаемся борьбою с теми из антибольшевиков, кто идет под знаменами с иными эмблемами; мы не хотим и не смеем тратить сил на распри, сколько бы нас ни вызывали на единоборство те, для кого борьба за лозунги важнее борьбы за Россию…
Наша ненависть непреклонна и безусловна: она не знает колебаний и компромиссов, какие свойственны лукаво мудрствующим. Нам чужды те, кто, запутавшись в противоречиях жизни, приходят к утверждениям, что при известных обстоятельствах «надо желать усиления
советской власти»…
Это наше сознание не поколеблется и выкриками тех, кто, впавши в ересь фактопоклонничества, пытается нас уверить, что под ярмом коммунизма народ пашет ниву российской мощи. Факты эти лживы, но и даже будь они истинными, мы бы отвергли их: несколько фактов случайного совпадения интересов коммунистической банды с интересами народа не вынудят нас ослабить напряженность нашей ненависти к этой банде…

«друзей… в нашей борьбе с советской властью у нас нет». Эти слова генерала Миллера мы должны хорошо запомнить, так как, несмотря на полтора десятилетия горького опыта, мы, неисправимые идеалисты, продолжаем верить в появление благородного друга, который, ничего не требуя от нас, станет плечом к плечу с нами и поможет нам в нашей борьбе. Мы то гордо требуем сочувствия и содружества, то смиренно просим их и не понимаем того, что в политике могут быть только компаньоны, но не друзья и что в политике скрепою являются интересы, а не сантименты… Не мечта о сочувствии, а суворовская «на себя надёежность» должна нас окрылять в нашей борьбе: мы одиноки, но непоколебимы.
Возможно, Е. Э. Месснер был не только «идейным» борцом с коммунизмом: имеются косвенные свидетельства, что он принимал участие в оперативной и разведывательной работе РОВС и что у него имелись каналы связи с людьми в Советской России. С руководителем РОВС генералом А. П. Кутеповым Месснер, по собственным словам, встречался за два дня до похищения первого «…с докладом по делу обеспечения РОВСа финансовыми
средствами на антикоммунистическую работу».

## Основные идеи и вклад в военную науку

### Концепция «мятежевойны»
Известен как автор концепции «Мятежевойны», представленной в книге «Мятеж — имя третьей всемирной», изданной в Буэнос-Айресе в 1960 году — уже тогда Е. Э. Месснер сумел предсказать характер войн к концу XX века, размах международного терроризма и неготовность государственных силовых структур противостоять этой новой угрозе.
Все 60-е и начало 70-х годов XX века Месснер пытался внушить политическим и военным деятелям мысль, что современная вооружённая борьба перешла от традиционных, «классических» военных методов к методам новым — «борьбы мятежом». Месснер пытался сделать эту мысль достоянием «общественного мнения», дабы угроза и пагубность такой вооружённой борьбы были осознаны и принимались соответствующие контрмеры. Даже свои военно-политические обзоры, заметки в «Русском Слове» и других изданиях он давал под рубрикой «На фронтах Всемирной Мятежевойны». Эта идея Месснера редко находила понимание у современников, иногда ему отвечали: «ерунду пишете…»
Во вступительной части своей книге он дал основное определение новой форме войны: 

…создалась новая форма вооруженных конфликтов, которую назовем МЯТЕЖЕВОЙНОЙ, в которой воителями являются не только войска и не столько войска, сколько народные движения. Этот новый феномен подлежит рассмотрению с разных точек зрения, и в первую очередь с психологической: если в войнах классического типа психология постоянных армий имела значение, то в нынешнюю эпоху всенародных войск и народных воюющих движений психологические факторы стали доминирующими. Народное войско — психологический организм, народное движение — сугубо психологическое явление. Война войск и народных движений — мятежевойна — психологическая война.— Мятеж — имя третьей всемирной. Буэнос-Айрес, 1960
В обстановке противостояния социалистической и капиталистической систем и в силу собственных антикоммунистических воззрений, Е. Э. Месснер считал, что всемирная «мятежевойна» уже шла, что это столкновение «Всемирной Революции» и «революционной реакции» (контр-революции) Запада. Но уже в следующей книге «Вселенский тайфун», изданной в 1971 году, он описал всё разнообразие «мятежей» (религиозные, расовые, общественно-организационные, общественно-этические, этнографические, племенные, идеологические, нелогические, беспринципные), главенствующими из которых указал мятежи «религиозные», «этнографические» и «племенные», отодвинув «идеологические» на задний план.
В прежних войнах важным почиталось завоевание территории. Впредь важнейшим будет почитаться завоевание душ во враждующем государстве. Воевать будут не на двухмерной поверхности, как встарь, не в трехмерном пространстве, как было во времена нарождения военной авиации, а в четырёхмерном, где психика воюющих народов является четвёртым измерением…"; "Воевание повстанцами, диверсантами, террористами, саботажниками, пропагандистами примет в будущем огромные размеры…

### Развитие форм и способов военного конфликта
В своём фундаментальном труде о мятежевойне и ряде статей, посвящённых перспективам развития стратегического ракетного оружия («интер-» и «трансконтинентальных ракет» в его определении), Месснер предсказал появление в обозримом будущем противоракетных средств и противоракетной обороны как таковой:
Сегодня рассеивание трансконтинентальных ракет равно сотням клм., завтра будет равно сотням метров, но завтра же будет найдено средство против ракет, как были найдены радар против самолетов и подводных лодок, базука против танков, глушение против агитационных радиовещаний. Марс очень предусмотрительный бог: он всегда заботится о равновесии между средствами разящими и хранящими воина.
И одновременно с этим предсказал тупиковость обоюдной «гонки вооружений», появление и развитие стратегии массированного возмездия и смену её в дальнейшем стратегией гибкого реагирования, а вместе с ней развитием форм и способов ведения военного конфликта в широком смысле этого слова, как непосредственного результата невозможности применения противостоящими сторонами даже части имеющегося у них ядерного арсенала
Ракета раздвинула третье измерение войны — вертикальное — в стратосферу и даже в ионосферу (а фантазеры думают, что — и до Луны), но существенного изменения характера войны, вероятно, не вызовет: если СССР выпалит в направлении на США хотя бы одну трансконтинентальную ракету с простым пороховым зарядом, то американцы, обнаружив её во время полета, непременно заподозрят, что она несет атомный заряд, и их немедленной реакцией будут стратегические атомные залпы по СССР. Поэтому из опасения «развязать» атомную стратегию придется воздержаться от применения даже и неатомных интерконтинентальных ракет и вообще ракет стратегической дальнобойности. А если воюющие стороны ограничатся применением тактических ракет, то это внесет не очень большую перемену в классические способы воевания в двух измерениях.

## Сочинения
- Избранные статьи, написанные для «Военного отдела» журнала «Наши Вести» (1960-е — 1970-е гг.)
- Мятеж — имя третьей всемирной. Буэнос-Айрес, 1960
- Современные офицеры. Буэнос-Айрес, 1961
- Месснер, Е.Э. «Всемирная мятежевойна» / Изд. «Кучково поле» (серия «Геополитический ракурс»), 2004. — 512 с. — 2000 экз. — ISBN 5-86090-106-2
- [militera.lib.ru/science/0/pdf/messner_ea01.pdf Хочешь мира, победи мятежевойну! М., Военный университет, Русский Путь, 2005. — 696 с., ил.] ISBN 5-85887-134-8
- Мятежевойна (отрывки из трудов) // Независимое военное обозрение, 5 ноября 1999
- Из поколения в поколение. Повесть в лицах // Голос Эпохи. — 2017. — № 2. — С. 50.
- Месснер Е. Э. Переворот. Февральская революция 1917 года глазами начальника штаба Корниловской ударной дивизии / Вступит. ст. К. М. Александрова. Публ. и комм. К. М. Александрова и А. В. Терещука. Подготовка текста О. А. Шевцова // Русское прошлое. Книга 11. Ист.-док альманах / гл. ред. А.В. Терещук. – СПб.: Филологический факультет СПбГУ, 2010. – 160 с.